# 水標洞
水標洞（：／ Supyo dong */?），是位于韩国首尔中区的一个法定洞，隶属于明洞。

## 概況
本洞位於明洞東北部，北面與鐘路區觀水洞、南面與乙支路2街和乙支路3街、東面與笠井洞、西面與長橋洞相接。

## 歷史
- 1396年，为汉城府下辖的薰陶坊的一部分。
- 1751年，成立朴井契、墨井洞契、竹廛洞契、惠民署契和政丞契，隶属于汉城府南部的薰陶坊。
- 1894年，甲午更张导致行政区划改编，变为水標橋洞、冷井洞、竹洞、惠民署洞、墨井洞、詩洞和甲洞。後惠民署洞改為惠民洞。
- 1910年10月，變為京畿道京城府的一部分。
- 1914年，水標橋洞、竹洞、惠民洞、墨井洞、詩洞和甲洞合併，並改名為水標町。
- 1943年6月，被劃為中区的一部分。
- 1946年，改為現在名稱。並被劃入明洞管轄。